# Sessa Aurunca
Sessa Aurunca là một đô thị và thị xã của Ý. Đô thị này thuộc tỉnh Caserta trong vùng Campania. Sessa Aurunca có diện tích 163 km2, dân số theo ước tính năm 2010 của Viện thống kê quốc gia Ý là 22.860 người. Thị xã nằm ở sườn tây nam của ngọn núi lửa nay đã thôi hoạt động Roccamonfina, 40 km theo tuyến đường sắt về phía tây bắc Caserta và 30 km về phía đông Formia.
Các đơn vị dân cư: Aulpi, Avezzano, Baia Domizia, Carano, Cascano, Cescheto, Corbara, Corigliano, Cupa, Fasani, Fontanaradina, Gusti, Lauro, Li Paoli, Maiano, Marzuli, Piedimonte, Ponte, Rongolise, San Carlo, San Castrese, San Martino, Santa Maria a Valogno, Sorbello, Tuoro, Valogno.
Đô thị Sessa Aurunca giáp với các đô thị: